# Vesikel (Biologie)

Vesikel (Schema)

Vesikel (lateinisch vesicula ‚Bläschen‘) sind sehr kleine, in der Zelle gelegene, rundliche bis ovale Bläschen, die von einer einfachen Doppellipidschicht oder einer netzartigen Hülle aus Proteinen umgeben sind. Die Vesikel bilden eigene Zellkompartimente, in denen unterschiedliche zelluläre Prozesse ablaufen. Ihre Größe beträgt etwa einen Mikrometer. Vesikel sind für den Transport vieler Stoffe in der Zelle verantwortlich.
Es gibt mehrere funktionell unterschiedliche Arten von Vesikeln. In exozytotischen Vesikeln werden Stoffe gespeichert, die für die Freisetzung aus der Zelle durch Fusion der Vesikel mit der Zellmembran vorgesehen sind. Dies können auch Membranproteine sein, die zunächst in der Vesikelmembran lokalisiert sind und nach der Fusion automatisch zur Zellmembran gehören. Ein anderes Beispiel sind synaptische Vesikel für die Ausschüttung von Neurotransmittern. Umgekehrt dienen endozytotische Vesikel zur Internalisierung von Stoffen in die Zelle und dem Recycling von Membranproteinen. Andere Vesikel werden zum Transport neu erzeugter Proteine vom Endoplasmatischen Retikulum (ER) zum Golgi-Apparat verwendet. Gasvesikel verleihen aquatisch lebenden Einzellern Auftrieb und ermöglichen ihnen, sich in einer für sie optimalen Wassertiefe aufzuhalten.